# Фенмен, Митхат
Митхат Фенмен (тур. Mithat Fenmen; 1916, Константинополь, Османская империя — 1982) — турецкий композитор, пианист и музыкальный педагог. Государственный артист Турции (1971).

## Биография
Родился в 1916 году в Константинополе в семье инженера и рано приобщился к музыке: его отец играл на флейте, мать — на фортепиано.

С 1929 года учился в Стамбуле у Джемаля Решит Рея, затем в Париже у Нади Буланже и Альфреда Корто.

В конце 1930-х годов занимался композицией в Мюнхенской консерватории у Йозефа Хааса.

В 1939 году, после начала Второй мировой войны, вернулся в Турцию и связал свою жизнь с работой в Анкарской государственной консерватории, где начал преподавать фортепиано и руководителем которой являлся в 1951—1954 и 1970—1973 годах. Среди тех, кто так или иначе учился у Фенмена, Идиль Бирет, сёстры Пекинель, Фазиль Сай.

В 1973—1975 годах возглавлял Главное управление государственной оперы и балета Турции.

Умер в Стамбуле в 1982 году.

## Творчество
Творчество Фенмена началось с камерной музыки, сочинённой в Европе (Квартет для флейты, гобоя, кларнета и фагота, 1938).